# Peter Avery

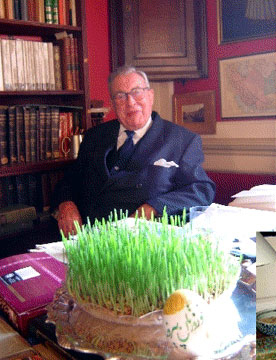
Peter Avery i sitt kontor på King's College, Cambridge universitet

Peter Avery, född 15 maj 1923 i Derby i England, död 6 oktober 2008, är en framstående brittisk iranist, iranofil och fellow vid King's College, Cambridge.
Avery bidrog till kunskapen om den persiska litteraturen och historien med böcker som The Age of Expansion, Medieval Persia, Modern Iran och The Spirit of Iran. Hans översatte även poesi av diktarna Omar Khayyam, Farid al-din Attar och Hafez till engelska. 
Avery utbildades vid Rock Ferry High School, Birkenhead och Liverpools universitet. Andra världskriget avbröt hans studier som han upptog senare vid London School of Oriental and African Studies, där han tog sin examen 1949. Han studerade persiska och arabiska, och blev anställd vid som "chief language training officer" vid Anglo-Iranian Oil Company i Abadan i sydvästra Iran. 1951 nationaliserade Irans regering oljan och Avery flyttade till Bagdad i Irak, där han undervisade engelska. Året därpå publicerade han sin första Hafezöversättning. 
1958 utnämndes Avery till lektor i persiska och persisk litteratur vid Cambridge University och blev fellow vid King's College 1964. Han gick i pension 1990, men fortsatte att forska vid King's College fram till sin död.

## Verk i urval
- The Cambridge History of Iran, Edited by P. Avery, G. R. G. Hambly and C. Melville, Cambridge University Press (1991) ISBN 0-521-20095-4.
- Peter Avery, The Collected Lyrics of Hafiz of Shiraz, 603 p. (Archetype, Cambridge, UK, 2007). ISBN 1-901383-09-1 
Note: This translation is based on Divān-e Hāfez, Volume 1, The Lyrics (Ghazals), edited by Parviz Natel-Khanlari, Teheran, Iran, 1983.
- Peter Avery, The Speech of the Birds, Mantiqu't-Tair, of Faridu'd-Din 'Attar, Cambridge, 1998). ISBN 0-946621-69-1 (cloth).

## Utmärkelser
- OBE, 2001.
- Farabi Prize (Iran), 2008.